# Пакор II (цар Парфії)
Пакор II — цар Парфії з династії Аршакідів, правив у 78-110. Не слід плутати з Пакором, сином царя Вонона II, братом парфянського царя Вологеза I і вірменського царя Тірідата I

## Шлях до трону
Пакор II, син парфянського царя Вологеза I. Вологез I заповів корону іншому своєму синові Вологезу II, чим підштовхнув Пакора до повстання. Він не визнав владу Вологеза II, фактично сам себе оголосив царем, під час міжусобної війни в 78 році здобув перемогу, поваливши Вологеза II, сам офіційно коронувався царем Парфії.
Правління Пакора II було ознаменоване низкою міжусобиць з багатьма іншими претендентами на трон Парфії, в числі яких — майбутній цар Артабан IV і брат Пакора II Хосрой. У 82-83 роках зумів вигнати з держави усіх суперників. У 88-93, 97-106 роках знову тривали війни з претендентами на трон Вологезом II та Хозровом.

## Закордонні справи
При правлінні Пакора почалася війна Парфії з Кушанським царством, що послабило сили Парфії; в той же час тривали безперервні набіги кочівників з Центральної Азії, що відволікало значні сили парфян.
У 89 році на вимогу імператора Доміціана видав одного з Псевдо-Неронів. Згодом розпалювалися відносини між Парфією та Римом, який знаходився в зеніті своєї могутності, на чолі з імператором Траяном. Низка спірних питань підштовхувала країни до війни. У 110 році поставив на трон Вірменії свого сина Ашхадара. Це призвело до посилення конфлікту з Римом. Пакор, усвідомлюючи всю хиткість становища Парфії, відволікання значних сил для боротьби проти Кушану та центральноазійських кочівників, під тиском Траяна в 110 передав владу своєму братові Хосрою.
У 97 році зустрів китайське посольство від імператора династії Хань Хе-ді — Гань Іна. У 101 році була відправлена дипломатична місія до Китаю.

## Цікаве
Пакор II був одним з небагатьох парфянських царів, які писали власне ім'я на монетах — Аршак Пакор.